# 김승수 (1965년)
김승수(金承洙, 1965년 7월 5일~)는 대한민국의 관료, 정치인이며, 제21·22대 국회의원이다.

## 학력
- 1971~1977: 대구봉덕국민학교 졸업
- 1977~1980: 경북대학교 사범대학 부설중학교 졸업
- 1980~1983: 영신고등학교 졸업
- 1983~1987: 영남대학교 법정대학 행정학 학사
- 영남대학교 대학원 행정학 석사
- 2002~2004: 노스캐롤라이나 주립대학교 대학원 행정학 석사

## 경력
- 1988: 제32회 행정고시 합격
- 2006. 2.~2007. 8. 행정자치부 지방혁신관리팀 팀장
- 2007. 8.~2008. 2. 행정자치부 자치행정팀 팀장
- 2008. 7.~2010. 12. 주영국 대한민국 대사관 참사관
- 2011. 2.~2013. 3. 대통령실 기획비서관실 선임행정관
- 2013. 4.~2014. 10. 경상북도청 기획조정실 실장
- 2014. 11.~2015. 11. 행정자치부 창조정부기획관
- 2015. 11.~2018. 8. 대구광역시 행정부시장
- 2018. 8.~2019. 12. 대통령직속 자치분권위원회 기획단장
- 2020. 4. 15. 대한민국 제21대 국회의원 선거 당선(대구 북구 을, 미래통합당, 초선)
- 2020. 5.~2020. 9. 미래통합당 대구광역시장 북구 을 당원협의회 위원장
- 2020. 5.~2020. 9. 미래통합당 원내부대표
- 2020. 9.~2021. 4. 국민의힘 원내부대표
- 2020. 9.~ 국민의힘 대구광역시당 북구 을 당원협의회 당원협의회
- 2020. 9. 국민의힘 호남 동행 국회의원 발대식 명예의원(전라북도 전주시)
- 2020. 10. 국민의힘 약자와의 동행위원회 정책동행분과 위원
- 2020. 11. 국민의힘 정책조정위원회 제6조정부위원장(교육·과방·문체 분야)
- 2021. 11.~2022. 1. 제20대 대통령 선거 국민의힘 윤석열 대통령 후보 선거대책위원회 대통령 후보 직속 위원회 약자와의동행위원회 위원
- 2021. 12.~2022. 1. 제20대 대통령 선거 국민의힘 살리는 선거대책위원회 정책총괄본부 민생회복정책추진단 정부혁신정책지원본부장
- 2021. 12.~2022. 1. 제20대 대통령 선거 국민의힘 살리는 선거대책위원회 조직총괄본부 대구지역본부장
- 2021. 12.~2022. 3. 제20대 대통령 선거 국민의힘 대구를 살리는 선거대책위원회 약자와의동행본부장
- 2021. 1.~2022. 3. 제20대 대통령 선거 국민의힘 윤석열 대통령 후보 선거대책본부 대통령 후보 직속 위원회 약자와동행위원회 위원
- 2022. 1.~2022. 2. 2022년 3월 재보궐선거 국민의힘 공천관리위원회 위원
- 2022. 3.~2022. 5. 제8회 전국동시지방선거 국민의힘 경상북도당 공천관리위원회 부위원장
- 2023. 7. 국민의힘 약자와의동행위원회 교육문화분과 위원장
- 2024. 3. 제22대 국회의원 선거 국민의힘 대구선거대책위원회 직능본부장
- 2024. 4. 10. 대한민국 제22대 국회의원 선거 당선(대구 북구 을, 국민의힘, 재선)
- 2024. 6.~2024. 7. 국민의힘 정책위원회 산하 시급한 민생 현안 해결을 위한 약자동행특별위원회 간사
- 2024. 9.~2025. 6. 국민의힘 딥페이크 성범죄 대응을 위한 특별위원회 부위원장
- 2024. 9.~: 국민의힘 호남동행 국회의원 발대식 명예의원(전북특별자치도 고창군)
- 2024. 11.~2025. 6. 국민의힘 정책위원회 산하 AI 세계 3대 강국 도약 특별위원회 위원 겸 콘텐츠 분야 소위원장
- 2025. 5.~2025. 6.: 제21대 대통령 선거 국민의힘 김문수 대통령 후보 대구 선거대책위원회 직능대책본부장

### 의정 활동
- 2020. 5.~2024. 5. 제21대 국회의원(대구 북구 을, 미래통합당, 초선)
  - 2020. 7.~2021. 9. 제21대 국회 전반기 문화체육관광위원회 위원
  - 2020. 7. 제21대 국회 전반기 문화체육관광위원회 문화예술법안심사소위원회 위원장
  - 제21대 국회 전반기 문화체육관광위원회 문화예술법안심사소위원회 위원
  - 2020. 7. 제21대 국회 전반기 문화체육관광위원회 예산결산심사소위원회 위원
  - 2020. 7.~2024. 5. 모빌리티 포럼 구성의원
  - 2020. 7.~2024. 5. 혁신 4.  연구포럼 연구책임의원
  - 2021. 7.~2022. 5. 제21대 국회 전반기 예산결산특별위원회 위원
  - 제21대 국회 전반기 예산결산특별위원회 결산심사소위원회 위원
  - 제21대 국회 전반기 예산결산특별위원회 예산안등조정소위원회 위원
  - 2021. 9.~2022. 5. 제21대 국회 전반기 문화체육관광위원회 간사
  - 제21대 국회 전반기 문화체육관광위원회 문화예술법안심사소위원회 위원
  - 제21대 국회 전반기 문화체육관광위원회 예산결산심사소위원회 위원
  - 제21대 국회 전반기 문화체육관광위원회 청원심사소위원회 위원장
  - 2021. 11.~2022. 5. 제21대 국회 언론미디어제도개선 특별위원회 위원
  - 2022. 7.~2024. 5. 제21대 국회 후반기 문화체육관광위원회 위원
    - 제21대 국회 후반기 문화체육관광위원회 문화예술법안심사소위원회 위원
    - 제21대 국회 전반기 문화체육관광위원회 예산결산심사소위원회 위원
    - 제21대 국회 전반기 문화체육관광위원회 체육관광법안심사소위원회 위원
    - 제21대 국회 전반기 문화체육관광위원회 청원심사소위원회 위원

  - 2023. 2.~2024. 5. 제21대 국회 인구위기 특별위원회 위원
  - 2023. 6.~2023. 7. 제21대 국회 대법관(권영준·서경환) 임명 동의에 관한 인사청문 특별위원회 위원
- 2024. 5.~ 제22대 국회의원(대구 북구 을, 국민의힘, 재선)
  - 2024. 6.~ 제2기 국회지역균형발전포럼 연구위원
  - 2024. 6.~ 제22대 국회 전반기 문화체육관광위원회 위원
    - 제22대 국회 전반기 문화체육관광위원회 체육관광법안심사소위원회 위원
    - 제22대 국회 전반기 문화체육관광위원회 예산결산심사소위원회 위원

  - 대한민국 미래혁신포럼 구성의원
  - 2024. 7.~2025. 6.: 제22대 국회 전반기 예산결산특별위원회 위원
  - 2024. 9.~: 제22대 전반기 국회공직자윤리위원회 위원
  - 2025. 1.~2025. 7.: 제22대 국회 전반기 국회운영위원회 위원
    - 제22대 국회 전반기 국회운영위원회 청원심사소위원회 위원

## 역대 선거 결과
|  | 61.68% |

|  | 67.86% |

## 소속 정당
| 소속 정당 | 소속 정당  | 소속 기간 | 비고      |
| --------- | ---------- | --------- | --------- |
|           | 자유한국당 | 2019~2020 | 정계 입문 |
|           | 미래통합당 | 2020      | 합당      |
|           | 국민의힘   | 2020~현재 | 당명 변경 |

## 같이 보기
- 대구 북구의 국회의원
- 북구 을 (대구)
- 대구광역시 부시장